# Zora
Zora ili praskozorje vrijeme je jutarnjeg sumraka prije izlaska sunca, odnosno vrijeme dana kada se nakon noći na horizontu pojavljuje slabašna svjetlost. Zora nije isto što i izlazak sunca, kada se na horizontu pojavljuje vršak sunca.
Zora započinje prvim viđenjem svjetlosti ujutro i traje sve dok sunce ne izađe iznad horizonta. Zora se kategorizira na tri načina, ovisno o količini sunčeve svjetlosti koja je prisutna na nebu, a koja se određuje kutnom udaljenošću jutarnjeg središta (stupnjeva ispod horizonta). Kategorije su imenovane astronomska, nautička i civilna zora. 
Dnevna svjetlost prirodno započinje zorom, a završava se tijekom večeri, tj. drugim sumrakom tijekom dana.
Zora simbolizira završetak noći (mraka) i početak obdanice (dnevnog svjetla).
Kao simbol ljepote, zora je bila inspiracija mnogim umjetnicima: piscima, pjesnicima, slikarima i filmskim redateljima.